# Trifești (gmina Lupșa)
Trifești – wieś w Rumunii, w okręgu Alba, w gminie Lupșa. W 2011 roku liczyła 6 mieszkańców.